# 程文炘
程文炘（？—？），清朝官員，河南商城人。監生出身。

## 生平
程文炘於乾隆五十七年（1792年）起，五度擔任台灣府淡水廳新莊縣丞一職，是台北一带的地方父母官。
程文炘長期任官於台灣，歷任新莊縣丞與台灣知縣等職。閩浙總督方維甸曾於1810年上奏嘉慶帝，稱台灣縣縣民民情刁悍，建議將自稱「辦理未能裕如」的程文炘調換該職。 （页面存档备份，存于）